# Ecnomus kurui
Ecnomus kurui är en nattsländeart som beskrevs av Füsun Sipahiler 1989. Ecnomus kurui ingår i släktet Ecnomus och familjen trattnattsländor. Inga underarter finns listade i Catalogue of Life.